# 池田政種
池田 政種（いけだ まさたね）は、江戸時代前期の旗本。通称は求馬。

## 略歴
寛永14年（1637年）、播磨国赤穂藩主・池田輝興の長男として誕生。母は黒田長政の三女・亀子。幼名は五郎八。
正保2年（1645年）3月20日、父と共に池田光政に預けられる。寛文4年（1664年）7月24日、赦され、12月27日、蔵米3000俵を与えられ、寄合に列する。従兄である福岡藩主・黒田光之が金銀を贈り、祝った記録が残る。
天和3年（1683年）3月9日、47歳で死去。跡を子・政弘が継いだ。